# カーゼルーン郡
カーゼルーン郡（ペルシア語: شهرستان کازرون）とは、イランのファールス州の郡である。郡中心市はカーゼルーン。2016年当時の人口は266,217人、76,227世帯。2018年にChenar Shahijan地区とKuhmareh地区がカーゼルーン郡から分割され、クーチェナール郡区が設立された。
カーゼルーン郡は東はシーラーズ郡、北はクーチェナール郡とママッサーニー郡、西と南はブーシェフル州、南東はファッラーシュバンド郡と境界を接している。ザグロス山脈南西部に位置し、標高によって気候は異なる。地震が多く発生する地域であり、1824年6月に発生した大地震は大きな被害をもたらした。雨水のほか河川、地下水のほかカナートによって水が得られ、豊富な種類の野生の樹木、庭園、果樹園が見られる。